# Cinta Makmur (Babul Makmur)
Cinta Makmur is een bestuurslaag in het regentschap Aceh Tenggara van de provincie Atjeh, Indonesië. Cinta Makmur telt 704 inwoners (volkstelling 2010).